# Rosbruck
Rosbruck és un municipi francès, situat al departament del Mosel·la i a la regió del Gran Est. L'any 2007 tenia 776 habitants.

## Demografia

### Població
El 2007 la població de fet de Rosbruck era de 776 persones. Hi havia 302 famílies, de les quals 74 eren unipersonals (41 homes vivint sols i 33 dones vivint soles), 90 parelles sense fills, 110 parelles amb fills i 28 famílies monoparentals amb fills.
La població ha evolucionat segons el següent gràfic:
Habitants censats

### Habitatges
El 2007 hi havia 314 habitatges, 309 eren l'habitatge principal de la família i 5 estaven desocupats. 240 eren cases i 74 eren apartaments. Dels 309 habitatges principals, 212 estaven ocupats pels seus propietaris, 83 estaven llogats i ocupats pels llogaters i 14 estaven cedits a títol gratuït; 1 tenia una cambra, 15 en tenien dues, 57 en tenien tres, 69 en tenien quatre i 167 en tenien cinc o més. 274 habitatges disposaven pel capbaix d'una plaça de pàrquing. A 122 habitatges hi havia un automòbil i a 150 n'hi havia dos o més.

### Piràmide de població
La piràmide de població per edats i sexe el 2009 era:
| Homes | Edats   | Dones |
| ----- | ------- | ----- |
| 0     | 95 o +  | 4     |
| 4     | 90 a 94 | 0     |
| 0     | 85 a 89 | 20    |
| 8     | 80 a 84 | 4     |
| 4     | 75 a 79 | 20    |
| 16    | 70 a 74 | 20    |
| 12    | 65 a 69 | 32    |
| 24    | 60 a 64 | 16    |
| 20    | 55 a 59 | 20    |
| 8     | 50 a 54 | 28    |
| 44    | 45 a 49 | 28    |
| 44    | 40 a 44 | 56    |
| 44    | 35 a 39 | 24    |
| 32    | 30 a 34 | 36    |
| 12    | 25 a 29 | 20    |
| 24    | 20 a 24 | 40    |
| 44    | 15 a 19 | 48    |
| 40    | 10 a 14 | 52    |
| 16    | 5 a 9   | 12    |
| 24    | 0 a 4   | 16    |

## Economia
El 2007 la població en edat de treballar era de 519 persones, 345 eren actives i 174 eren inactives. De les 345 persones actives 295 estaven ocupades (155 homes i 140 dones) i 49 estaven aturades (26 homes i 23 dones). De les 174 persones inactives 64 estaven jubilades, 39 estaven estudiant i 71 estaven classificades com a «altres inactius».

### Ingressos
El 2009 a Rosbruck hi havia 307 unitats fiscals que integraven 734,5 persones, la mediana anual d'ingressos fiscals per persona era de 17.415 €.

### Activitats econòmiques
Dels 34 establiments que hi havia el 2007, 1 era d'una empresa alimentària, 1 d'una empresa de fabricació de material elèctric, 6 d'empreses de construcció, 14 d'empreses de comerç i reparació d'automòbils, 3 d'empreses d'hostatgeria i restauració, 4 d'empreses immobiliàries, 4 d'empreses de serveis i 1 d'una empresa classificada com a «altres activitats de serveis».
Dels 11 establiments de servei als particulars que hi havia el 2009, 1 era un taller de reparació d'automòbils i de material agrícola, 2 tallers d'inspecció tècnica de vehicles, 1 establiment de lloguer de cotxes, 1 fusteria, 2 lampisteries, 3 restaurants i 1 saló de bellesa.
Dels 7 establiments comercials que hi havia el 2009, 4 eren fleques, 2 botigues d'equipament de la llar i 1 una joieria.

## Equipaments sanitaris i escolars
El 2009 hi havia 1 escola maternal i 1 escola elemental.

## Poblacions més properes
El següent diagrama mostra les poblacions més properes.